# Frøken Vildkat
Frøken Vildkat er en dansk film fra 1942, instrueret af Alice O'Fredericks og Lau Lauritzen jun efter manuskript af Paul Sarauw.

## Medvirkende
- Marguerite Viby
- Ebbe Rode
- Ib Schønberg
- Gerda Neumann
- Poul Reichhardt
- Maria Garland
- Jon Iversen
- Sigurd Langberg
- Olaf Ussing
- Knud Heglund
- Stig Lommer
- Tove Arni